# 크라운 제이
크라운 제이(Crown J, 본명: 김계훈, 1979년 11월 12일 ~ )는 대한민국의 래퍼이다. 소속사는 플라이보이 엔터테인먼트이다.

## 학력
- 캘리포니아 주립 대학교 (중퇴)

## 생애
크라운 제이(김계훈)는 1979년 11월 12일 대한민국 서울특별시에서 외동아들로 태어나 14살에 미국으로 건너가 유학하면서 캘리포니아 주, 로스앤젤레스에 있는 UCLA에 입학하였다. UCLA를 중퇴하고 대한민국으로 다시 돌아와 군복무를 마치고, 2006년 첫 앨범인 《원 앤드 온리》(ONE & ONLY)의 타이틀곡인 〈V.I.P〉와 〈케빈은 바람둥이〉로 데뷔하였다. 2007년 두 번째 앨범 《미스 미?》(Miss Me?)로 돌아와 〈그녀를 뺏겠습니다〉를 발표하고 가수 린과 함께 〈러빙 유〉("Lovin' You")로 활동하였다.
2008년 그는 MBC 프로그램인 ⟪우리 결혼했어요⟫에서 쥬얼리의 서인영과 가상 부부로 출연하였다. 서인영과 함께한 디지털 앨범 〈투 머치〉("Too Much")에 힘입어 미니앨범 3집으로 《플라이 보이》(FLY BOY)를 발표하였다. 그 외 나비(Navi), 배슬기, 박정현, 렉시, 서인영의 앨범에도 참여하였다. 2009년에는 리쌍의 길, 슈프림팀, 조PD, MC스나이퍼, 버벌 진트, 배치기, 김진표 등 대한민국 힙합의 가수들이 모여서 만든 《블루 브랜드: 트웰브 도어스》(Blue Brand : 12 Doors)에 그의 곡을 수록하기도 하였다.
2009년 미국으로 건너가 플라이보이 엔터테인먼트라는 자신의 연예 기획사를 설립하였다. 후반에는 전통 남부 힙합(Dirty South)의 애틀랜틱(Atlantic) 레코드 산하에 있는 T.I.의 레이블 그랜드 허슬(Grand Hustle)에 같이 소속되어있는 영 드로와 함께한 〈아임 굿〉("I'm Good")을 발표하였으며 뉴욕 및 LA 등 각지에서의 공연하였다.
2016년 11월부터 JTBC의 ⟪님과 함께⟫에 서인영과 다시 가상 부부로 출연하였으나 2017년 1월 31일 방송을 끝으로 하차하였다.

## 앨범

### 정규 앨범
- ONE & ONLY
- Miss Me?

### 미니 앨범
- FLY BOY

### 디지털 싱글
- Too Much
- I'm Good
- I'm Good ( English Ver., Feat. Young Dro )

## 출연작

### 예능
- 2007년 MBC 행복주식회사
- 2008년 MBC 우리 결혼했어요
- 2016년 JTBC 님과 함께 2
- 2017년 MBC 에브리원 비디오스타

### 영화
- 2014년 《하이프네이션: 힙합사기꾼》 ... 주엘 리 역

### 광고
- 2008년 하이트진로 맥스 (with 장동건)
- 2008년 코웨이
- 2008년 현대자동차 아반떼
- 2008년 FUBU